# ポートアイランド北公園
ポートアイランド北公園（ポートアイランドきたこうえん）は、神戸港沖の人工島ポートアイランドにある海浜公園。

## 概要
ポートアイランドの建設とともに、港や船を見ながら散策が楽しめる公園として、1976年5月8日に完成。公園は、ポートアイランドの北岸、神戸大橋の袂に位置しており、神戸港と神戸の街並み、六甲連山を一望できる。夜景撮影のほか、至近の対岸に神戸ポートターミナルがある事からクルーズ客船撮影の好適地としても知られる。2012年頃からは公園敷地の一部において、神戸水上警察署新庁舎建設工事が行われ、2013年1月に移転した。
公園全体はレンガや白い敷石による舗装で統一され、北側には神戸港を一望できるペーブ広場、西側にはみなと異人館と御影石でつくられたイルカの彫刻のある噴水が配置され、開園時に2万6000本の木々が植栽された。公園内に「神戸港港湾殉職者顕彰碑」のモニュメントがある。

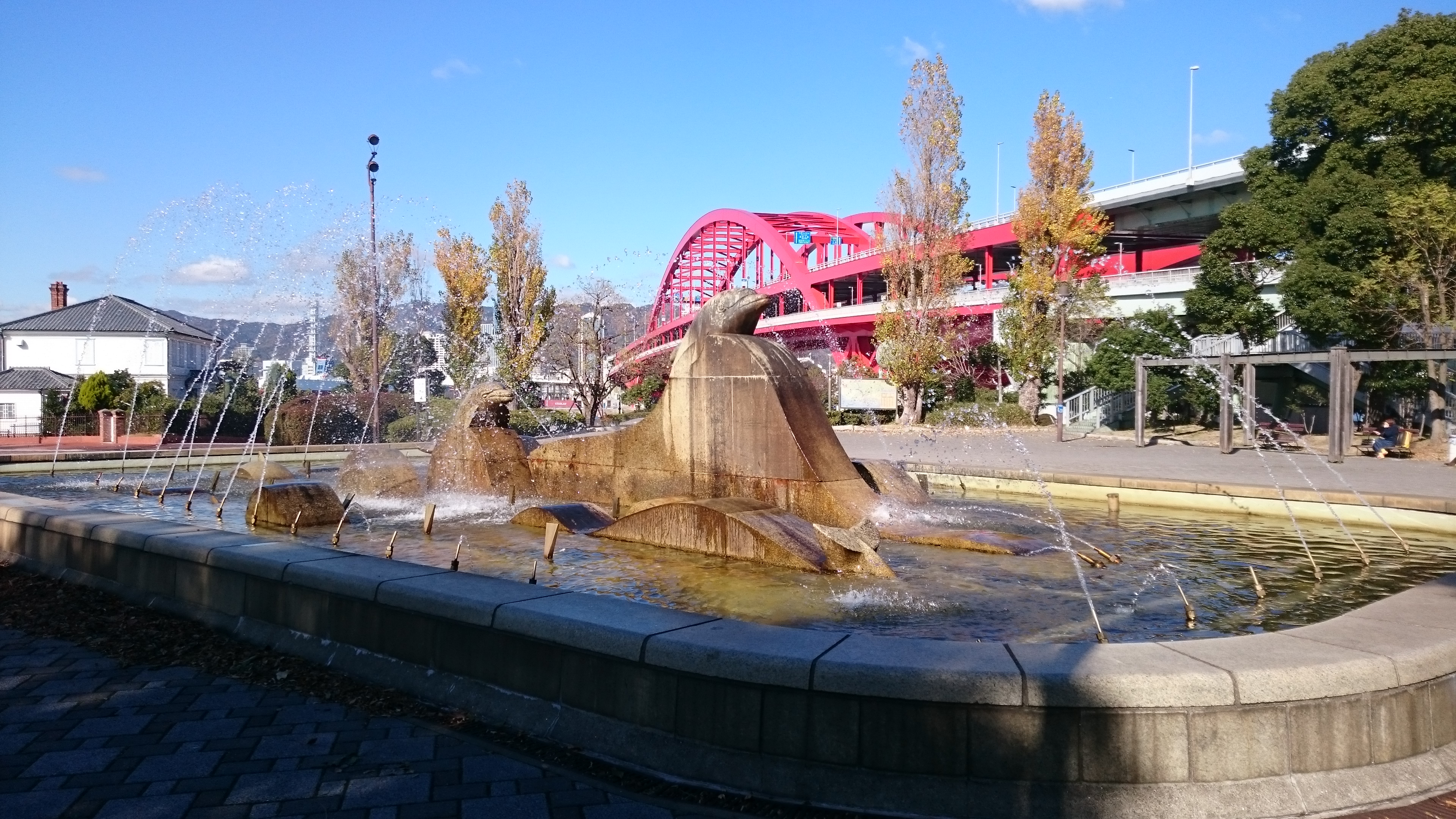
公園内の噴水
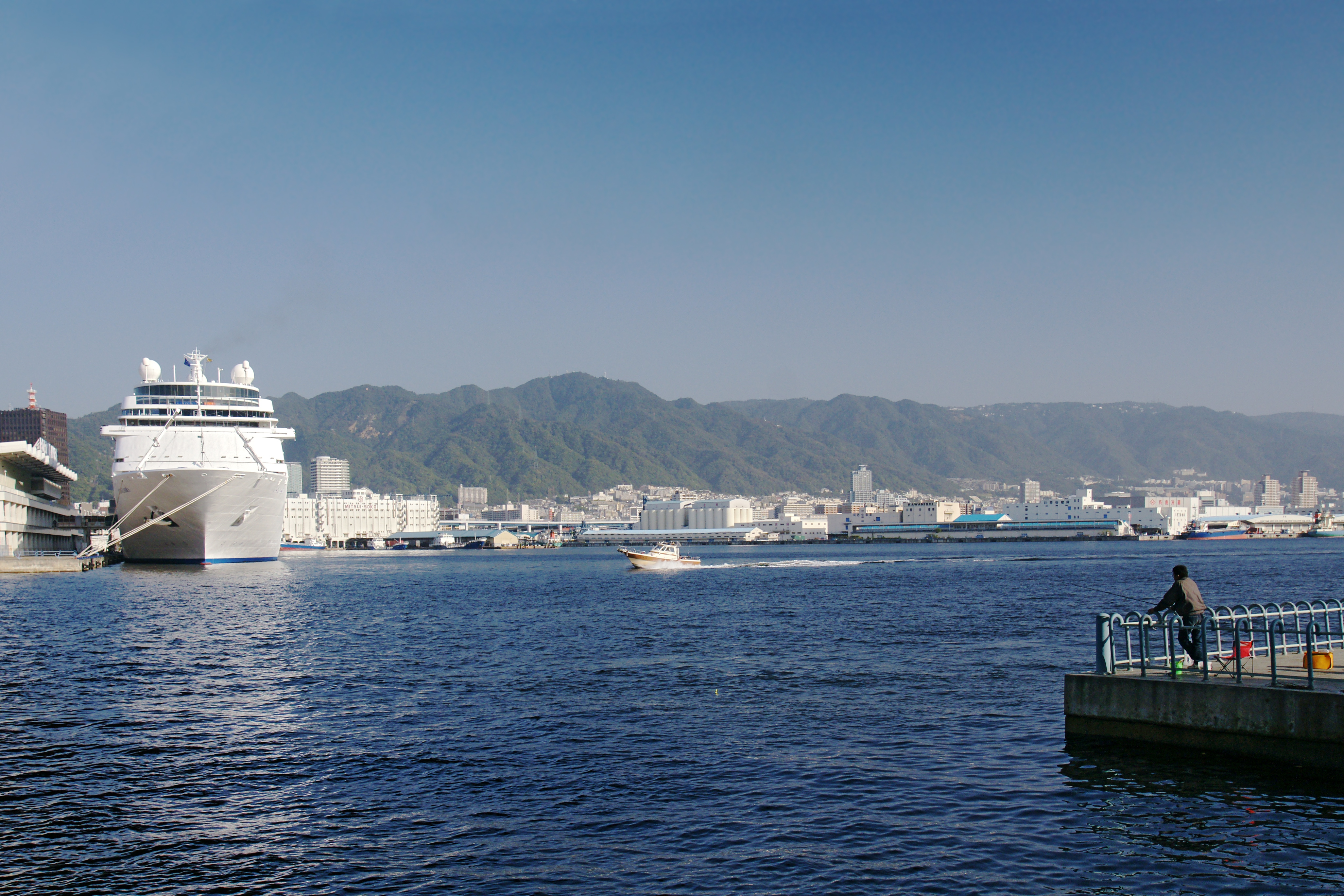
神戸ポートターミナルと六甲連山を望む
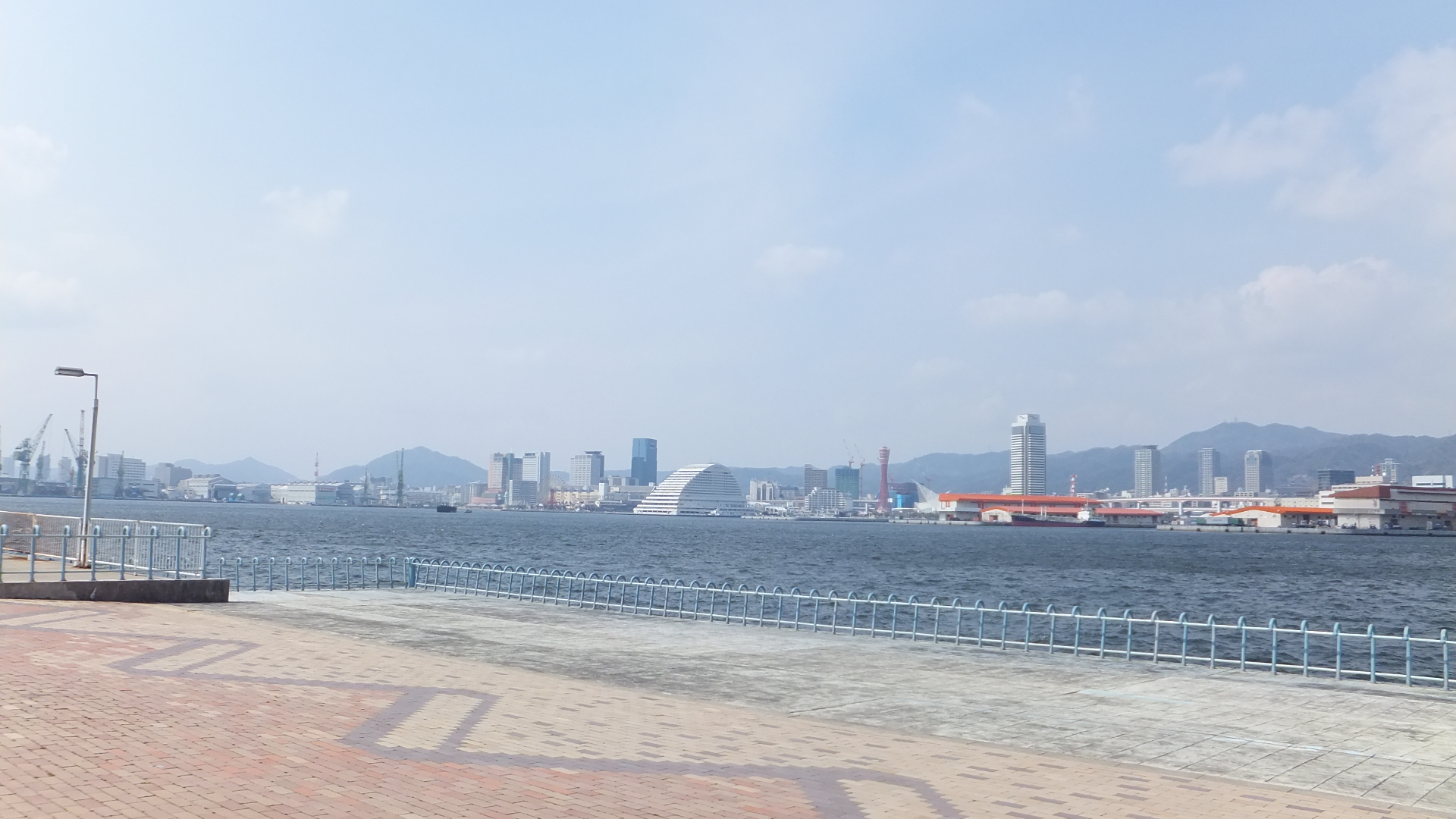
神戸ハーバーランドを望む
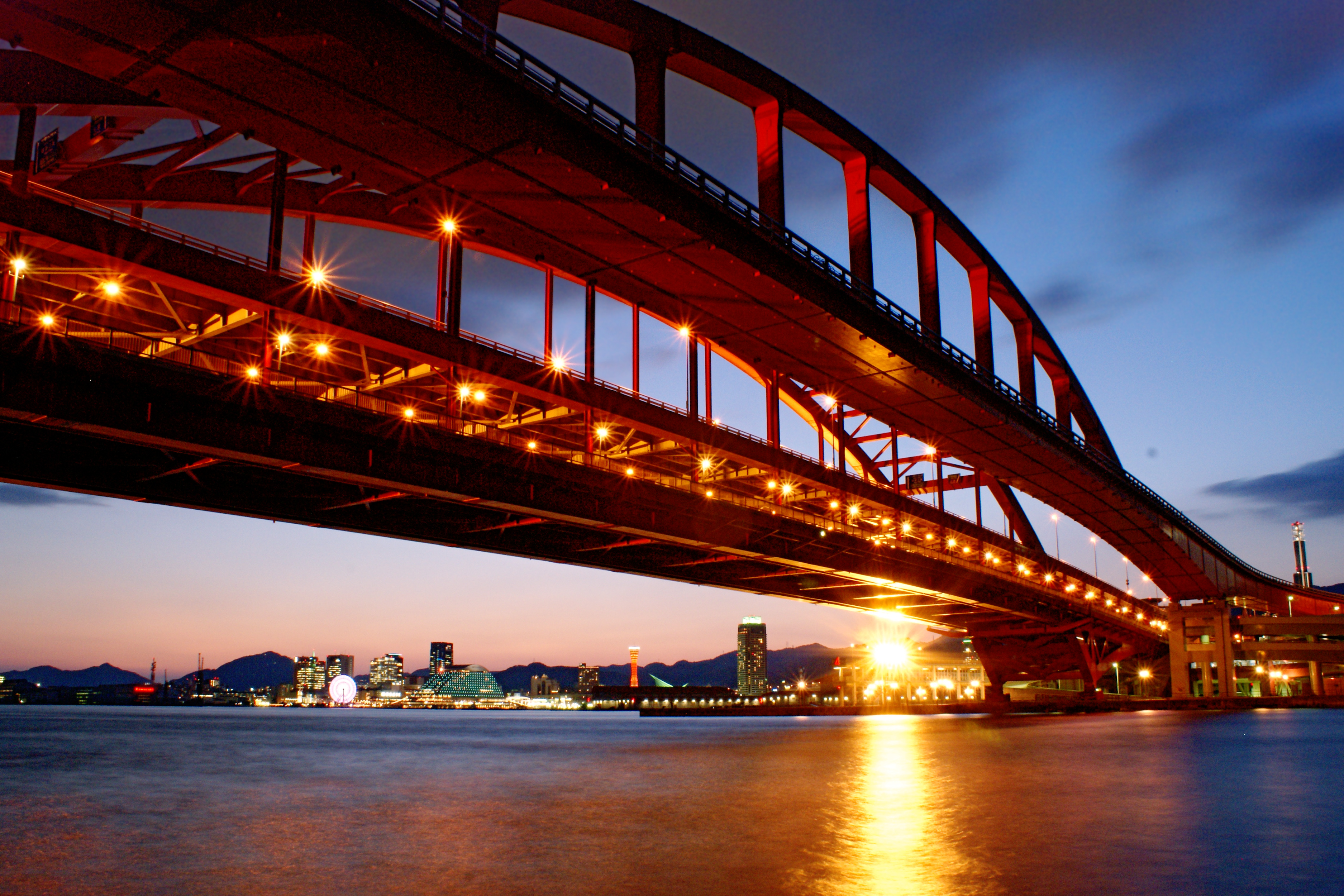
神戸大橋を望む
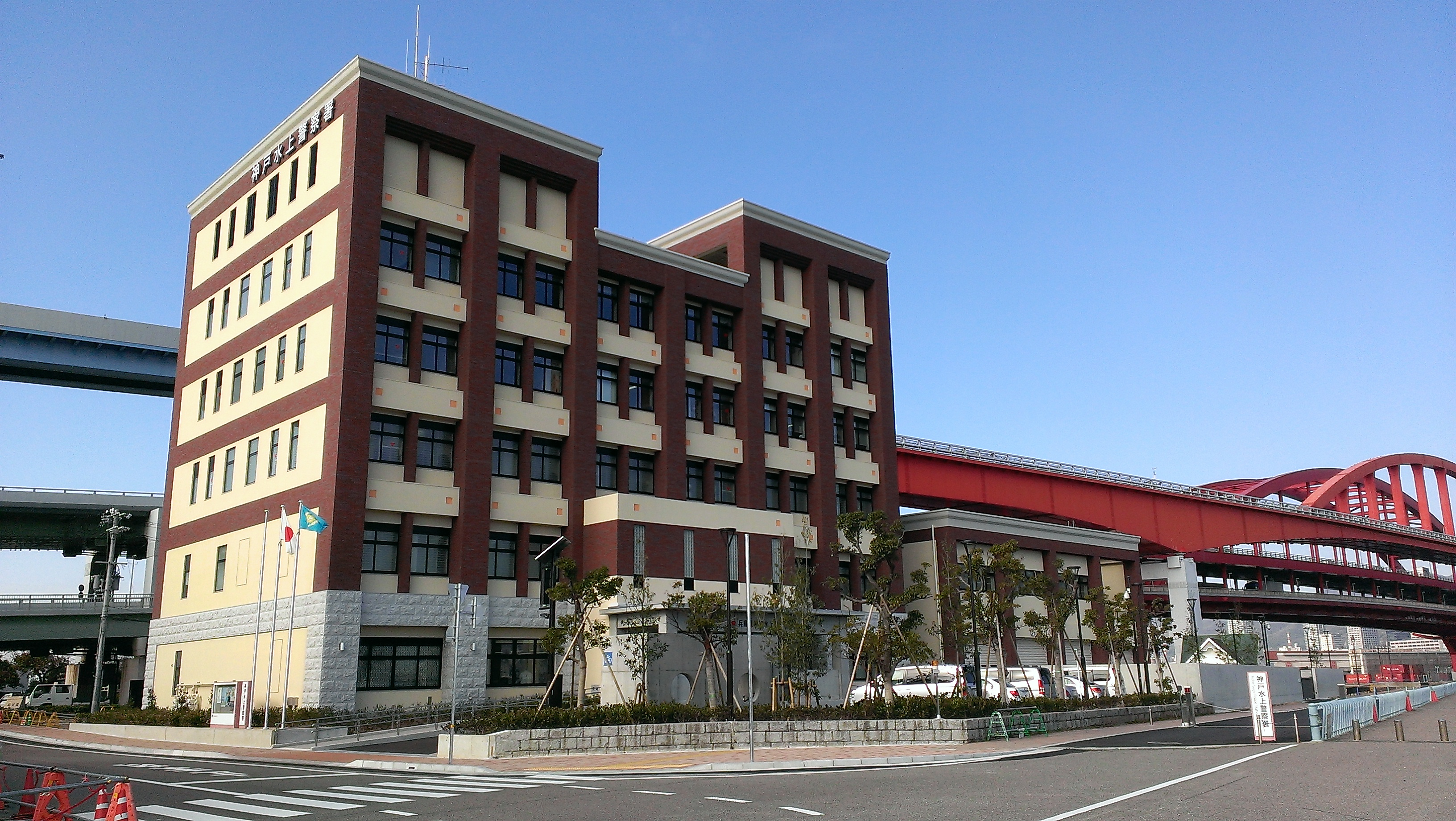
神戸水上警察署

## 歴史
- 1976年（昭和51年）5月8日：開園
- 1978年（昭和53年）10月26日：みなと異人館が開館
- 1980年（昭和55年）4月19日：「みなと野外ステージ」完成
- 2013年（平成25年）1月13日：神戸水上警察署が園内に移転

## 周辺
- ポーアイしおさい公園